# Saehan
Saehan was een Zuid-Koreaans automerk, dat tussen 1976 en 1982 bestond. Men maakte voornamelijk Opel-derivaten.
Saehan ontstond uit een joint venture tussen General Motors en Shinjin Industrial. De modellen werd ook geëxporteerd, onder andere naar Maleisië. In 1982 werd Saehan Motor overgenomen door Daewoo. Nadien werden de auto's verkocht onder het merk Daewoo.
- Saehan Maepsy-Na (Saehan Bird in export)
- Saehan Max
- Saehan Gemini
- Saehan Rekord